# A Roda do Tempo (série de televisão)
A Roda do Tempo (título original: The Wheel of Time) é uma série de televisão de fantasia épica americana da Amazon Prime Video. A série é baseada na série literária de mesmo nome de Robert Jordan e é produzida pela Sony Pictures Television e Amazon Studios, com Rafe Judkins atuando como showrunner. A primeira temporada, composta por oito episódios, estreou no Prime Video em 19 de novembro de 2021, com o lançamento dos três primeiros episódios. Os cinco restantes devem ir ao ar semanalmente até 24 de dezembro de 2021. Em maio de 2021, a série foi renovada para uma segunda temporada, antes da estreia da série.
A primeira temporada recebeu críticas em sua maioria positivas, com elogios à ambição e muitos observando que ela capturou os romances de Jordan enquanto as críticas se concentravam no ritmo devido a uma superabundância de história sendo adaptada.

## Premissa
The Wheel of Time segue Moiraine, uma membro da Aes Sedai, uma poderosa organização de mulheres que podem usar magia. Ela leva um grupo de quatro jovens em uma viagem ao redor do mundo, acreditando que um deles pode ser a reencarnação do Dragão, um indivíduo poderoso profetizado para salvar o mundo ou destruí-lo.

## Elenco e personagens

### Principal
- Rosamund Pike como Moiraine,[3] uma Aes Sedai
- Daniel Henney como al'Lan Mandragoran[4]
- Zoë Robins como Nynaeve al'Meara[5]
- Madeleine Madden como Egwene al'Vere[5]
- Josha Stradowski como Rand al'Thor[5]
- Marcus Rutherford como Perrin Aybara[5]
- Barney Harris (temporada 1)[5] e Dónal Finn (temporada 2)[6] como Mat Cauthon
- Kate Fleetwood como Liandrin Guirale,[2] uma Aes Sedai
- Priyanka Bose como Alanna Mosvani,[7] uma Aes Sedai

### Recorrente
- Helena Westerman como Laila Dearn
- Lolita Chakrabarti como Marin al'Vere[7]
- Michael Tuahine como Bran al'Vere[7]
- Michael McElhatton como Tam al'Thor[8]
- Johann Myers como Padan Fain,[9] um comerciante viajante
- Naana Agyei Ampadu como Danya
- Mandi Symonds como Daise Congar[7]
- David Sterne como Cenn Buie[7]
- Juliet Howland como Natti Cauthon[7]
- Christopher Sciueref como Abell Cauthon[7]
- Petr Simcák como Tom Thane
- Litiana Biutanaseva como Bode Cauthon
- Lilibet Bituanaseva como Eldrin Cauthon
- Abdul Salis como Eamon Valda,[10] um Whitecloak
- Stuart Graham como Geofram Bornhald,[10] um Whitecloak
- Pearce Quigley como Mestre Hightower
- Alexandre Willaume como Thom Merrilin,[9] um gleeman
- Álvaro Morte como Logain Ablar[9]
- Clare Perkins como Kerene Nagashi,[2] uma Aes Sedai
- Izuka Hoyle como Dana
- Peter Franzén como Stepin,[2] um carcereiro
- Daryl McCormack como Aram,[7] um Tinker
- Narinder Samra como Raen,[7] um Tinker
- Maria Doyle Kennedy como Illa,[7] uma Tinker
- Taylor Napier como Maksim, Alanna's Warder[7]

### Anunciados
- Hammed Animashaun como Loial,[9] um Ogier
- Jennifer Cheon Garcia como Leane Sharif,[7] uma Aes Sedai
- Emmanuel Imani como Ihvon, Alanna's Warder[7]
- Kae Alexander como Min Farshaw[2]
- Sophie Okonedo como Siuan Sanche,[2] uma Aes Sedai e a Amyrlin Seat
- Pasha Bocarie como Mestre Grinwell[10]
- Jennifer K Preston como Senhora Grinwell[10]
- Darren Clarke como Basel Gill[10]

## Episódios
| N.º na série | N.º na temp. | Título                                                       | Dirigido por     | Escrito por                               | Lançamento             |
| --- | ------------ | ------------------------------------------------------------ | ---------------- | ----------------------------------------- | ---------------------- |
| 1 | 1            | "Leavetaking" (BR) "A Partida" (PT)                          | Uta Briesewitz   | Rafe Judkins                              | 19 de novembro de 2021 |
| Moiraine é uma Aes Sedai, que pode "canalizar" ou exercer uma força elemental chamada Poder Único. Anos atrás, o Poder Único foi corrompido para os homens e Lews Therin Telamon, o Dragão, destruiu o mundo em sua loucura. Moiraine e seu Guardião, Lan Mandragoran, procuram o Dragão Renascido, a reencarnação de Telamon, que eles acreditam ter nascido vinte anos antes. Enquanto Moiraine quer encontrar o Dragão para derrotar o Tenebroso, uma força do mal primordial, outras Aes Sedai desejam matar qualquer homem que os canalize antes que eles enlouqueçam. A busca os leva ao Campo de Emond e a quatro possíveis candidatos: os aldeões Rand al'Thor, Perrin Aybara, Mat Cauthon e Egwene al'Vere, e planejam levá-los à Torre Branca, a estrutura central que abriga as Aes Sedai. Rand, que está obcecado por Egwene, fica desapontado quando descobre que ela pretende se tornar a próxima Sabedoria da vila, a líder da vila e curandeira que não pode se casar. O Campo de Emond é emboscado por Trollocs, criaturas bestiais que seguem o Tenebroso. O ataque deixa muitos dos habitantes da vila mortos e no caos, Nynaeve al'Meara, a atual Sabedoria, é levada e Perrin acidentalmente mata sua esposa Laila. Moiraine luta contra os Trollocs com o Poder Único e é ferida como resultado. Rand, Perrin, Mat e Egwene decidem relutantemente se juntar a Moiraine e Lan em sua jornada para manter os Trollocs longe do Campo de Emond. |              |                                                              |                  |                                           |                        |
| 2 | 2            | "Shadow's Waiting" (BR) "Onde as Sombras Esperam" (PT)       | Uta Briesewitz   | Amanda Shuman                             | 19 de novembro de 2021 |
| Em um acampamento, os Capas-Brancas queimam uma Aes Sedai. Os aldeões de Dois Rios (Mat, Egwene, Rand e Perrin) fogem com Moiraine e Lan da perseguição dos Trollocs e um Desvanecido. Eles fogem numa balsa de Tarren e, para evitar que os Trollocs os sigam, Moiraine usa o Poder Único para afundar a balsa, matando acidentalmente o barqueiro, o que perturba os jovens aldeões. Ao longo de sua jornada para Tar Valon, Egwene descobre que tem potencial para canalizar, Perrin encontra lobos, os aldeões têm sonhos perturbadores sobre o Tenebroso, Ba'alzamon, e a desconfiança e a tensão entre Moiraine e Lan e os jovens aldeões aumentam. Moiraine fica mais cansada e exausta com seus ferimentos, e quando os Trollocs os alcançam, Lan toma a decisão apressada de fazê-los entrar em Shadar Logoth para escapar. Enquanto em Shadar Logoth, o grupo é atacado e separado por Mashadar, o mal distorcido que habita a cidade. O grupo está separado e desorientado. Nynaeve revela estar viva e confronta Lan sobre os aldeões. |              |                                                              |                  |                                           |                        |
| 3 | 3            | "A Place of Safety" (BR) "Um Lugar Seguro" (PT)              | Wayne Yip        | The Clarkson Twins                        | 19 de novembro de 2021 |
| Os aldeões de Dois Rios são separados de Moiraine e uns dos outros, com Mat e Rand viajando pela selva em uma direção, Egwene e Perrin em outra, e Lan e Moiraine ferida são confrontados por Nynaeve furiosa que quer saber a localização dos jovens aldeões. Um flashback mostra Nynaeve escapando, enganando e matando o Trolloc que a capturou. Egwene e Perrin são seguidos por lobos, e Perrin tem um pesadelo com os lobos e uma misteriosa figura de olhos ardentes. Eles encontram segurança e descanso com os Tuatha'an ou Tinkers, um grupo nômade pacífico. Mat e Rand discutem sobre se devem ir para casa ou para a Torre Branca, com Mat mostrando tendências mais sombrias que Rand não gosta. Eles encontram um gleeman, Thom Merrilin, em uma vila onde ele rouba seu ouro. Eles são atacados por uma amiga de Tenebroso, a quem Thom mata. Nynaeve e Lan discutem sobre os jovens e se Nynaeve deve curar Moiraine. Eventualmente, Nynaeve cede, usando ervas para ajudar a Aes Sedai enquanto Lan sai em uma ronda. Moiraine se recupera o suficiente para viajar, e eles encontram as irmãs vermelhas na estrada, incluindo Liandrin, que capturou o autoproclamado Dragão Renascido, Logain Ablar, um homem que pode canalizar o Poder Único. |              |                                                              |                  |                                           |                        |
| 4 | 4            | "The Dragon Reborn" (BR) "O Dragão Renascido" (PT)           | Wayne Yip        | Dave Hill                                 | 26 de novembro de 2021 |
| Moiraine é curada pelas Aes Sedai e vê Logain preso, mantido pela canalização contínua de várias Aes Sedai. Liandrin e algumas Aes Sedai querem "desconectar" Logain, cortando permanentemente sua conexão com o Poder Único. No entanto, Moiraine acredita que ele pode ser o Dragão Renascido. Egwene e Perrin viajam com os Tinkers, indo em direção a Tar Valon, e descobrem que através do "Caminho da Folha", eles juraram nunca usar violência. Rand, Mat e Thom passam a noite com uma família rural. Thom diz a Rand que suspeita que Mat possa canalizar. Seu comportamento suspeito se assemelha ao do sobrinho de Thom, Owyn, um homem que podia canalizar, mas se matou depois de ser acariciado por Aes Sedai. Naquela noite, a família é morta por um Desvanecido. Thom o distrai, permitindo que Rand e Mat escapem. O exército de seguidores de Logain chega no momento em que Logain usa o Poder Único para escapar. Kerene Nagashi do Ajah Verde é morto protegendo Moiraine e Liandrin do ataque de Logain, enquanto a garganta de Lan é cortada. Nynaeve cura Lan e as Aes Sedai feridas através de uma impressionante exibição do Poder Único. |              |                                                              |                  |                                           |                        |
| 5 | 5            | "Blood Calls Blood" (BR) "Sangue Pede Sangue" (PT)           | Salli Richardson | Celine Song                               | 3 de dezembro de 2021  |
| As Aes Sedai enterram o exército de Kerene e Logain. Lan, Moiraine, Nynaeve e as Aes Sedai viajam para a Torre Branca de Tar Valon por um mês. Moiraine avisa Nynaeve das maquinações políticas da Aes Sedai. Os Mantos Brancos atacam Perrin, Egwene e os Tinkers. Com a ajuda de Aram, Perrin e Egwene inicialmente escapam, mas são capturados por Eamon Valda. Valda suspeita que Egwene pode canalizar e tortura Perrin para forçar Egwene a canalizar. Egwene e Perrin escapam quando lobos atacam o acampamento, aparentemente conectados a Perrin. Rand e Mat chegam a Tar Valon, onde Rand fica perturbado com o comportamento estranho de Mat. Rand conhece Loial, um Ogier, que observa que Rand se parece com um Aiel estrangeiro. Loial ajuda Nynaeve a se reunir com Mat e Rand. Logain em uma jaula passa pelas ruas em torno de Tar Valon, e rir loucamente quando percebe Rand e Mat o observando. Lan e os outros Guardiões consolam Stepin, Guardião de Kerene. Moiraine e Alanna discutem o estado mental de Stepin. Alanna avisa Moiraine dos motivos de Liandrin e do retorno iminente do Trono de Amyrlin. Na manhã seguinte, Lan encontra Stepin morto por suicídio. Lan fica muito enlutado no funeral de Stepin, sofrendo pela dor. |              |                                                              |                  |                                           |                        |
| 6 | 6            | "The Flame of Tar Valon" (BR) "A Chama de Tar Valon" (PT)    | Salli Richardson | Justine Juel Gillmer                      | 10 de dezembro de 2021 |
| Siuan Sanche, o assento de Amyrlin, questiona Liandrin pela gentileza de Logain e pelas viagens de Moiraine por 20 anos. Visitando Rand e Mat, Moiraine separa Mat da adaga contaminada de Shadar Logoth. Moiraine também encontrou Egwene e Perrin. Maigan, uma das Aes Sedai, ordena que Moiraine permaneça na Torre e Moiraine tenta esconder seus motivos de Liandrin. Moiraine pede um favor a Loial. Moiraine e Siuan se encontram em segredo, e as duas são amantes e discutem seu plano para encontrar o Dragão Renascido. Moiraine leva Nynaeve e Egwene reunidas para conhecer Amyrlin, onde Egwene fica impressionada e Nynaeve suspeita. No salão da Torre, Moiraine é exilada por Siuan para permitir que ela deixe a Torre com os jovens aldeões de Dois Rios. Moiraine reúne os jovens de Dois Rios e Loial em um portal, onde eles viajarão para o Olho do Mundo para enfrentar o Tenebroso e descobrir quem é o Dragão Renascido. Mat hesita, e os outros jovens aldeões, Loial, Moiraine e Lan entram no Portal dos Caminhos sem ele. |              |                                                              |                  |                                           |                        |
| 7 | 7            | "The Dark Along the Ways" (BR) "As Trevas nos Caminhos" (PT) | Ciaran Donnelly  | Amanda Kate Shuman & Katherine B. McKenna | 17 de dezembro de 2021 |
| Os jovens aldeões de Dois Rios que seguiram Moiraine para os Caminhos discutem sobre voltar para Mat, mas continuam em frente. Loial os guia pelos Caminhos, que foram corrompidos. O grupo encontra um Trolloc. Egwene repele o Trolloc, mas o Porder Único atrai um Machin Shin (Vento Negro), o que provoca seus medos mais profundos. Nynaeve repele o Machin Shin com o Poder enquanto Moiraine abre o Portal dos Caminhos para Fal Dara. Um homem também nos Caminhos os segue até Fal Dara. Uma vez lá, eles discutem com Moiraine, que revela que quem não é o Dragão morreria se alcançasse o Olho do Mundo. Moiraine visita a vidente Min Farshaw. Nynaeve e Lan (o herdeiro do reino perdido de Malkier) fazem sexo. Egwene e Rand se reconciliam. Rand lembra que Tam estava presente na Batalha das Paredes Brilhantes e encontrou uma Donzela da Lança grávida que morreu ao dar à luz a Rand a quem Tam criou. O Machin Shin havia provocando Rand, fazendo ele perceber que é o Dragão. Rand havia canalizado para escapar tanto de um Amigo das Trevas anterior quanto do Trolloc nos Caminhos. Rand e Moiraine deixam Fal Dara para ir ao Olho do Mundo, deixando o resto para trás. |              |                                                              |                  |                                           |                        |
| 8 | 8            | "The Eye of the World" (BR) "O Olho do Mundo" (PT)           | Ciaran Donnelly  | Rafe Judkins                              | 24 de dezembro de 2021 |
| 3000 anos atrás, Tamyrlin Seat avisa Lews Therin Telamon dos perigos de seu plano de aprisionar o Tenebroso. Na Praga, Moiraine dá a Rand um sa'angreal, um objeto antigo para aumentar seu poder de derrotar o Tenebroso. No Olho do Mundo, Rand tem uma visão dele e Egwene começando uma família, que o Tenebroso diz a ele que pode se concretizar se ele der seu poder as Sombras. O Tenebroso corta a conexão de Moiraine com o Poder Único. Enquanto o exército de Fal Dara é atacado por milhares de Trollocs, cinco mulheres – incluindo Nynaeve e Egwene – canalizam-se contra o ataque e destroem os Trollocs. Todos, exceto Egwene, se queimam devido a canalização excessiva. Egwene então cura Nynaeve. Perrin encontra o Chifre de Valere, que pode convocar os maiores guerreiros da história. Padan Fain o rouba, revelando que ele é um Amigo das Trevas que visitou os Dois Rios para encontrar os cinco ta'veren. Rand ataca o Tenenbroso com o sa'angreal e fratura o símbolo inquebrável em que ele estava. Temendo ficar louco, Rand se esconde. Lan encontra Moiraine, que lhe diz que esta não foi a Última Batalha. No oeste chegam grandes navios, cujos canalizadores geram ondas poderosas. |              |                                                              |                  |                                           |                        |

## Produção

### Antecedentes
Em 2000, a NBC adquiriu os direitos de exibição do romance de fantasia de Robert Jordan,The Wheel of Time, mas não deu continuidade à produção. Em 2004, Jordan vendeu os direitos para serem feitos filmes, séries, videogame e quadrinhos para a produtora Red Eagle Entertainment. Em 2015, a Red Eagle Entertainment pagou tempo de exibição para a rede a cabo FXX para transmitir Winter Dragon, um piloto de 22 minutos para uma potencial série de The Wheel of Time estrelada por Billy Zane e Max Ryan que permitiu a Red Eagle manter os direitos do projeto. Posteriormente, a empresa processou a viúva de Jordan, Harriet McDougal, por seus comentários sobre o piloto; o processo foi encerrado em 2016.

### Desenvolvimento
Uma nova adaptação da série foi anunciada em 20 de abril de 2017, produzida pela Sony Pictures Television em associação com Red Eagle Entertainment e Radar Pictures. Esperava-se que Rafe Judkins atuasse como showrunner da série e produtor executivo ao lado de Rick Selvage, Larry Mondragon, Ted Field, Mike Weber, Lauren Selig e Darren Lemke. McDougal foi escolhido para atuar como produtor de consultoria. Em outubro de 2018, a série estava em desenvolvimento há um ano e a Amazon Studios concordou em produzi-la. Uta Briesewitz foi confirmado como o diretor dos dois primeiros episódios em fevereiro de 2019. Em 20 de maio de 2021, a Amazon renovou a série para uma segunda temporada antes da estreia da série. O primeiro episódio da segunda temporada é intitulado "A Taste of Solitude", com a teleplay de Amanda Kate Shuman.
Os personagens principais de Emond's Field foram escritos como mais velhos em comparação com seus equivalentes de livros, pois a equipe de produção pensava que os programas de televisão com os personagens principais de 17 anos poderiam parecer ficção para jovens adultos, que não era um gênero que consideravam adequado para série.

### Escolha de elenco
Rosamund Pike foi escalada como a principal, Moiraine, em junho de 2019. Outros membros do elenco principal foram anunciados em agosto de 2019: Daniel Henney como Lan Mandragoran, Josha Stradowski como Rand al'Thor, Marcus Rutherford como Perrin Aybara, Zoë Robins como Nynaeve al'Meara, Barney Harris como Mat Cauthon e Madeleine Madden como Egwene al'Vere. Em setembro de 2021, Dónal Finn foi escalado como Mat Cauthon para a segunda temporada, quando foi anunciado que Harris não voltaria ao papel após a primeira temporada. Em outubro de 2021, Ceara Coveney, Natasha O'Keeffe e Meera Syal se juntaram ao elenco como regulares na segunda temporada.

### Filmagens
As principais fotografias da primeira temporada começaram em 16 de setembro de 2019. As filmagens em Praga foram interrompidas em março de 2020 devido à pandemia COVID-19 mas foram retomadas em abril de 2021 e concluídas em maio de 2021. As filmagens para a segunda temporada começaram em 19 de julho de 2021.

## Recepção
A site agregador de críticas Rotten Tomatoes relata um índice de aprovação de 68%, com uma classificação média de 6,9/10, com base em 44 comentários. O consenso do site diz: "As revoluções de The Wheel of Time podem ser um pouco complicadas ao tentar se destacar de outras séries de fantasia, mas consegue admiravelmente fazer o épico de Robert Jordan acessível para os não iniciados." Metacritic, que usa uma média ponderada, atribuiu uma pontuação de 55 em 100 com base em 21 críticos, indicando "avaliações mistas ou médias".
Ed Power, do The Daily Telegraph, deu à série 4/5 estrelas, escrevendo: "Em seus primeiros episódios, esta roda gigante tem alcance, mística e ímpeto suficientes para sugerir que pode continuar girando e dar à Amazon o sucesso global que tanto deseja." Keith Phipps do TV Guide também deu à série 4/5 estrelas, escrevendo: "Mais importante, funciona como uma narrativa, criando um elaborado universo ficcional, mas também motivos para os espectadores se preocuparem com o destino desse universo e intrigar sobre o que acontece a seguir." Lucy Mangan do The Guardian deu à série 3/5 estrelas, escrevendo: "É absolutamente bom. Tem estilo e tem eventos portentosos de finalização de livro de narração para fazer tudo parecer alto." John Doyle do The Globe and Mail escreveu que a série tinha "um certo charme em sua representação de pessoas comuns vivendo neste lugar bonito, mas agitado", mas criticou-a pelo que descreveu como "uma dependência excessiva de efeitos especiais e espetáculo, para o ponto onde você prefere voltar para as pessoas envolvidas." Preeti Chibber da Polygon afirmou, "The Wheel of Time é um começo muito forte para uma série muito esperada e criada por alguém que tem uma compreensão clara de como as adaptações podem aumentar ao complementar seu material de origem ao invés de apenas copiá-lo." Mini Anthikad Chhibber, do The Hindu, após assistir os dois primeiros episódios da série descreveu-a como "uma experiência divertida" e elogiou o visual e a ação.
Alan Sepinwall da Rolling Stone deu à série 2/5 estrelas, elogiando o visual do show e escrevendo que "pode trazer alguns fãs de fantasia famintos por qualquer pedaço de magia e maravilha", mas acrescentou: "a coisa toda está vazia, embora cara, calorias." Fiona Sturges, do Financial Times, também deu à série 2/5 estrelas, escrevendo: "Embora haja violência e falso misticismo suficientes para manter os fãs do gênero felizes, é mais difícil encontrar interações humanas convincentes". Chancellor Agard, que escreve para a Entertainment Weekly, notou uma falta de desenvolvimento dos personagens, apesar da capacidade de visualização geral da série. A Variety criticou a série por acelerar demais a história. Brian Lowry, da CNN, descreveu a série como "a versão pobre da Amazon de O Senhor dos Anéis" e escreveu: "os personagens simplesmente não possuem pop suficiente para atrair aqueles que não vêm imersos na mitologia, e os efeitos especiais são desiguais."

## Lançamento
A série estreou no serviço de streaming Amazon Prime Video em 19 de novembro de 2021, com os três primeiros episódios disponíveis imediatamente e o restante estreando semanalmente até 24 de dezembro de 2021, o final da temporada. Os dois primeiros episódios estrearam nos cinemas de Londres, Reino Unido e em algumas cidades dos Estados Unidos em 15 de novembro de 2021, antes do lançamento dos três primeiros episódios.